# Distretto di Zhańaqala
Il distretto di Zhańaqala (in kazako: Жаңақала  ауданы) è un distretto (audan) del Kazakistan con  capoluogo Zhańaqala.